# Палеокапа, Пьетро
Пьетро Палеокапа (итал. Pietro Paleocapa; 11 ноября 1788, Незе, провинция Бергамо — 13 февраля 1869, Турин) — итальянский инженер и политик.
Изучал право и математику в Падуе. С 1817 г. работал в венецианском Корпусе водных и дорожных инженеров, в 1840 г. был назначен генеральным директором департамента общественного строительства в Венеции. Занимался работами по благоустройству рек Брента и Адидже, инженерным и гидравлическим обоснованием прокладки железных дорог, поддержанием судоходного состояния городских каналов. Внёс большой вклад в развитие городской инфраструктуры.
В 1848 г. вошёл в состав переходного правительства Венеции, предполагавшего вхождение Венеции в состав Сардинского королевства, а затем, в качестве министра общественных работ, в министерство Казати при сардинском короле Карле-Альберте, рассчитывавшее управлять объединённой северной Италией. После поражения Карла-Альберта от австрийских войск Палеокапа остался в Пьемонте и входил в дальнейшем в правительства д’Адзельо и Кавура. В туринский период своей жизни Палеокапа занимался развитием железной дороги и внёс особый вклад в сооружение Мон-Сенисского туннеля, отмеченный памятником работы известного скульптора Одоардо Табакки, созданным к открытию туннеля.
Палеокапа опубликовал книги «О гидрографическом состоянии Венецианской низменности» (итал. Su la condizione idrografica della Maremma Veneta; Венеция, 1848), «Практическая гидравлика» (итал. Memorie d’Idraulica pratica; Венеция, 1858), «О железной дороге сквозь Швейцарские Альпы» (итал. Sulla ferrovia attraverso le alpi elvetiche; Турин, 1863), «О прежнем состоянии, изменениях и современных условиях венецианского бассейна» (итал. Dello stato antico, delle vicende e delle condizioni attuali degli estuari veneti; Венеция, 1867).